# كأس ألبانيا 2004–05
كأس ألبانيا 2004–05 (بالألبانية: Kupa e Republikës 2004-05‏) هو الموسم 53 من كأس ألبانيا. أقيم خلال الفترة 28 أغسطس 2004 وحتى 11 مايو 2005، وأشرف على تنظيمه اتحاد ألبانيا لكرة القدم، وفاز فيه نادي تيوتا دورس.